# Campeonato Paraense de Futebol de 1977
O Campeonato Paraense de Futebol de 1977 foi a 65.ª edição da principal divisão do futebol do Pará. Organizada pela Federação Paraense de Futebol, a competição contou com a participação de 14 clubes. O Remo sagrou-se campeão, conquistando seu 26º título estadual, enquanto o Paysandu ficou com o vice-campeonato. Vilfredo, do Remo, foi o maior goleador do certame, com 17 gols marcados.
Tanto o campeão Remo e quanto o vice-campeão Paysandu também conseguiram o direito de participar da Copa Brasil de 1978, nome oficial do Campeonato Brasileiro daquele ano.

## Participantes
| Equipe             | Cidade     | Títulos (mais recente) | Part. |
| ------------------ | ---------- | ---------------------- | ----- |
| Abaetetubense      | Abaetetuba | 0 (não possui)         | 1ª    |
| Altamira           | Altamira   | 0 (não possui)         | 1ª    |
| Castanhal          | Castanhal  | 0 (não possui)         | 3     |
| Comercial FC       | Belém      | 0 (não possui)         | 1ª    |
| Internacional      | Alenquer   | 0 (não possui)         | 1ª    |
| Júlio César        | Belém      | 0 (não possui)         | 29    |
| Liberato de Castro | Belém      | 0 (não possui)         | 13    |
| Paysandu           | Belém      | 29 (1976)              | 61    |
| Remo               | Belém      | 25 (1975)              | 61    |
| Sacramenta         | Belém      | 0 (não possui)         | 9     |
| Santarém           | Santarém   | 0 (não possui)         | 2     |
| Sport Belém        | Belém      | 0 (não possui)         | 10    |
| Tiradentes-PA      | Belém      | 0 (não possui)         | 4     |
| Tuna Luso          | Belém      | 8 (1970)               | 43    |

## Premiação
| Campeonato Paraense de 1977 |
| Belém                       |
| --------------------------- |
| Remo Campeão (26º título)   |